# Петрусенко, Иван Васильевич
Иван Васильевич Петрусенко (22.08.1919, Сумская область — 21.08.2001) — бригадир колхоза имени Ленина Глуховского района Сумской области Украинской ССР.

## Биография
Родился 22 августа 1919 года в селе Тулиголово Кролевецкого района Сумской области в крестьянской семье. Украинец. Окончил начальную школу в селе Тулиголово, в 1934 году — среднюю школу в селе Дубовичи Кролевецкого района. Работал в колхозе.
В 1939 году был призван в Красную Армию. Участник Великой Отечественной войны с июня 1941 года. Служил в должности механика по вооружению. Член ВКП/КПСС с 1942 года. После войны старшина И. В. Петрусенко был демобилизован.
Вернулся на родину. Работал в селе Слепород. В 1953 году возглавил комплексную бригаду колхоза имени Ленина Глуховского района.
И. В. Петрусенко являлся инициатором создания постоянного механизированного звена по производству торфо-гнойных и торфо-минеральных компостов, что давало возможность собирать по 20-30 центнеров с гектара зерновых, 300 центнеров с гектара и больше сахарной свеклы, не меньше 10-13 центнера с гектара волокна конопли. Так, в 1965 году его бригада собрала по 27,6 центнера зерновых, по 279 центнеров сахарной свеклы и по 13,3 центнера волокна конопли с гектара.
Указом Президиума Верховного Совета СССР от 30 апреля 1966 года за успехи, достигнутые в увеличении производства и заготовок подсолнечника, льна, конопли, хмеля и других технических культур Петрусенко Ивану Васильевичу присвоено звание Героя Социалистического Труда с вручением ордена Ленина и золотой медали «Серп и Молот».
Комплексная бригада И. В. Петрусенко продолжала ставить новые рекорды, собирая с гектара до 40 центнеров зерновых и по 400—500 центнеров сахарной свеклы. Так, в 1975 году было собрано по 33 центнера с гектара зерна, 434 центнера с гектара силосной массы, 220 центнеров с гектара картофеля, 55 центнеров с гектара конопли, 500 центнеров с гектара свеклы.
Бригада поддерживала тесные связи с Всесоюзным научно-исследовательским институтом лубяных культур.
Комплексная бригада И. В. Петрусенко по всем показателям была одной из лучших в Сумской области.
Неоднократный участник Выставки достижений народного хозяйства СССР. Избирался депутатом Сумского областного, Глуховского городского и районного советов, был делегатом партийного съезда.
Жил в селе Слепород. Умер 21 августа 2001 года. Похоронен в селе Слепород.
Награждён 2 орденами Ленина, орденами Отечественной войны 1-й степени, Трудового Красного Знамени, Красной Звезды, медалями, в том числе медалями «За отвагу» и «За боевые заслуги».
В селе Слепород на доме, в котором жил Герой, установлена мемориальная доска.